# Gorges de l'Orbe
Les gorges de l'Orbe sont des gorges creusées par l'Orbe dans le canton de Vaud, en Suisse.

## Géographie
Les gorges de l'Orbe traversent plusieurs communes, dans le district du Jura-Nord vaudois. D'une longueur de 11 km, elles commencent en aval du barrage du Day, à 743 m d'altitude (sur le tronçon de l'Orbe qui sert de frontière naturelle aux communes de Vallorbe et de Ballaigues) et se terminent à l'entrée de la commune d'Orbe, au barrage de Montcherand, à 464 m d'altitude,. 

## Description
Malgré leur nom de « gorges », leur relief est souvent peu important, hormis autour des Clées et en amont de Montcherand. Les rives sont pour la plupart boisées, en grande majorité de hêtres,.

## Faune
Les gorges de l'Orbe abritent de nombreuses espèces, parmi lesquelles on peut citer :
- Lépidoptères : bacchante (Lopinga achine), sylvandre (Hipparchia fagi), petit mars changeant (Apatura ilia), grand sylvain (Limenitis populi) et silène (Brintesia circe) ;
- Odonates : cordulégastre bidenté (Cordulegaster bidentata), notamment près des résurgences, des suintements et des tufières et le long de plusieurs petits ruisselets dans la région du Day ;
- Reptiles : vipère aspic (notamment sur la rive gauche), couleuvre à collier, coronelle lisse, orvet commun, lézard des murailles et lézard des souches ;
- Poissons :  anguille, chabot, épinoche, ombre commun, omble de fontaine, truite arc-en-ciel et de rivière, vairon ;
- Mammifères : chamois, chevreuil, renard, blaireau, sanglier, chat sauvage, lynx et cerf sur la rive droite ;
- Oiseaux : bouvreuil pivoine, coucou gris, chouette hulotte, cincle plongeur, gros-bec casse-noyaux, faucon crécerelle, gobemouche gris, harle bièvre, hirondelle de rochers, loriot d'Europe, mésange boréale, pouillot de Bonelli, pic épeiche, pic noir, pic vert, rossignol philomèle, Grand Corbeau[1].

## Galerie

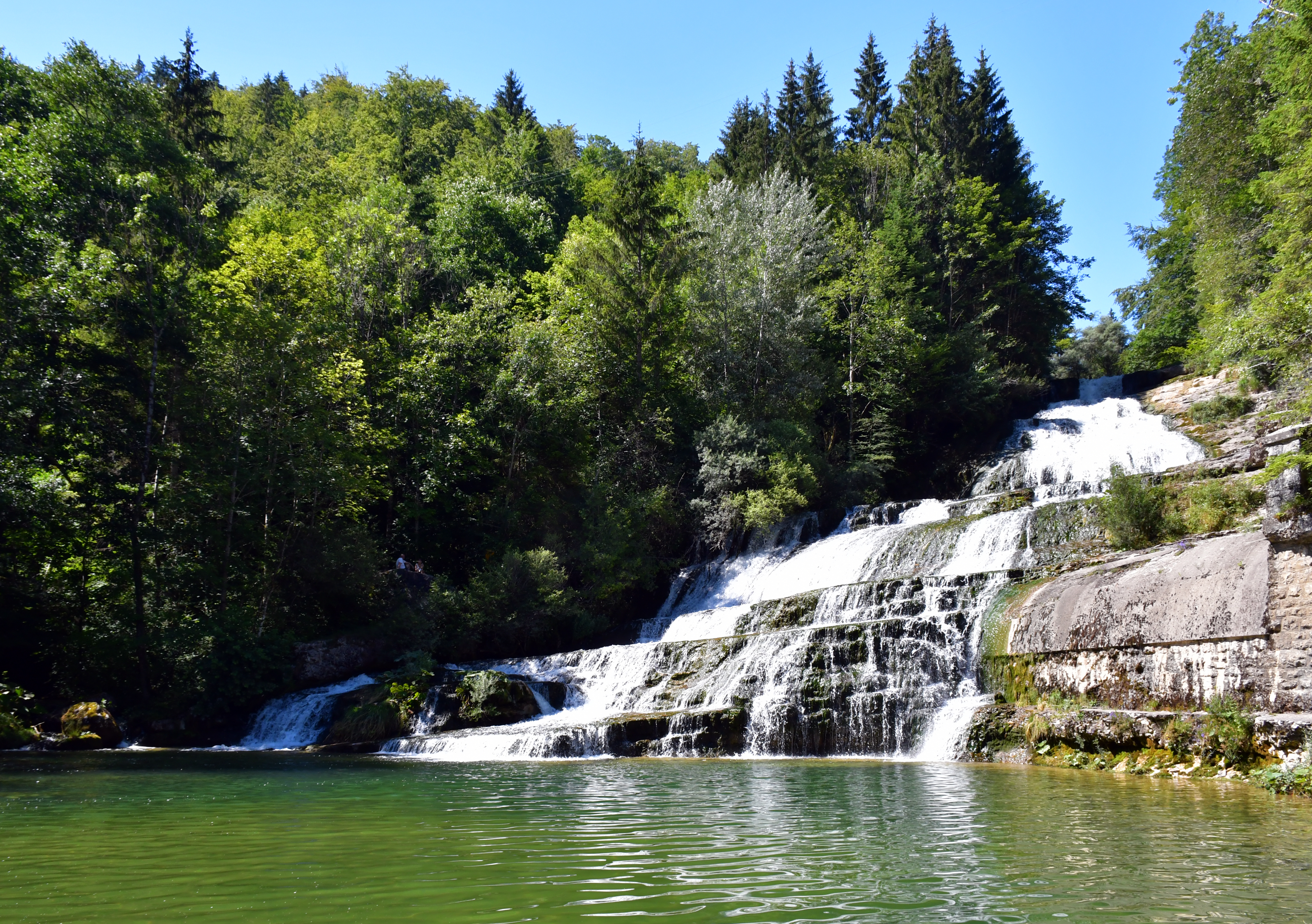
Le Saut du Day, entre Vallorbe et Ballaigues.
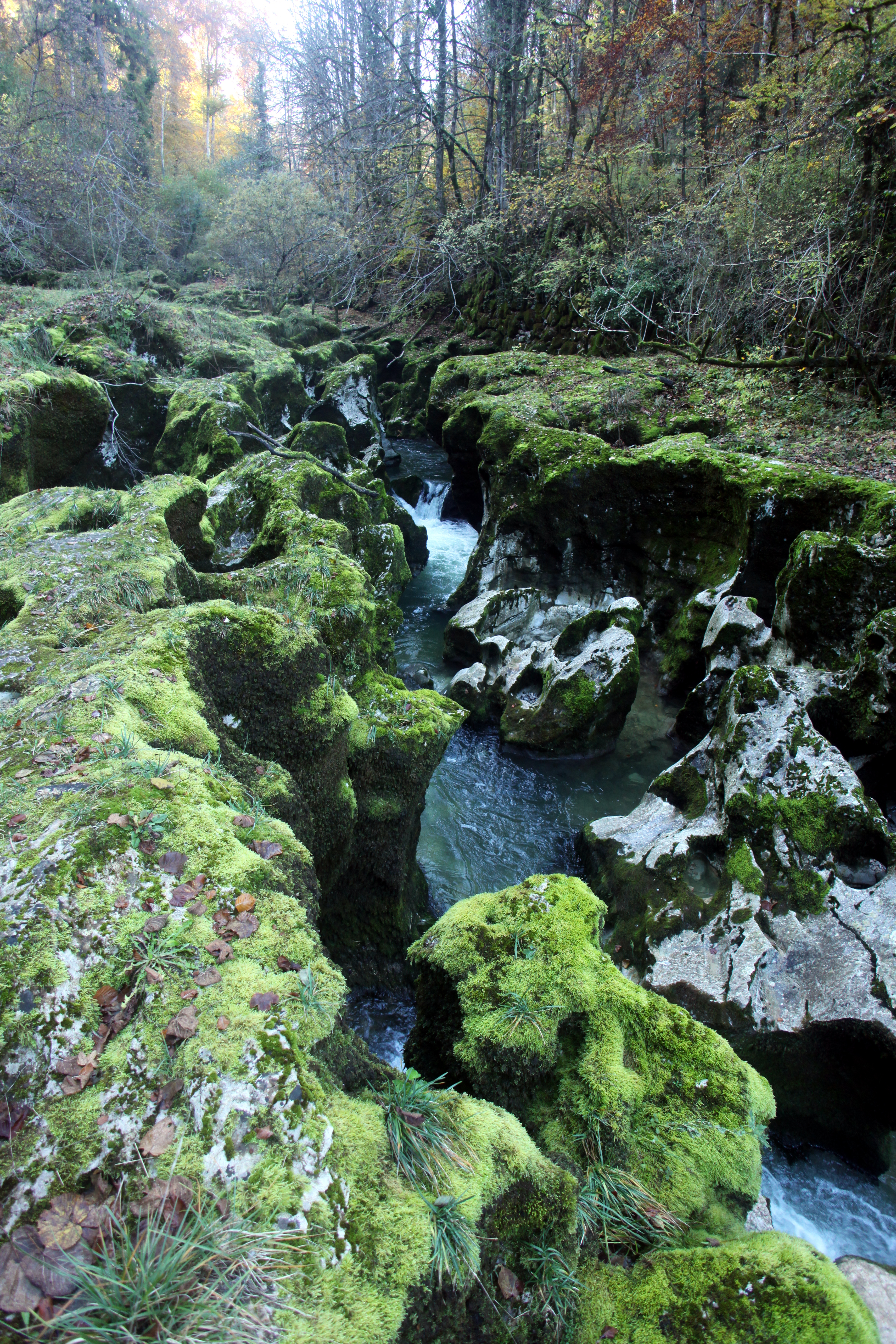
Les marmites de géants, aux Clées.
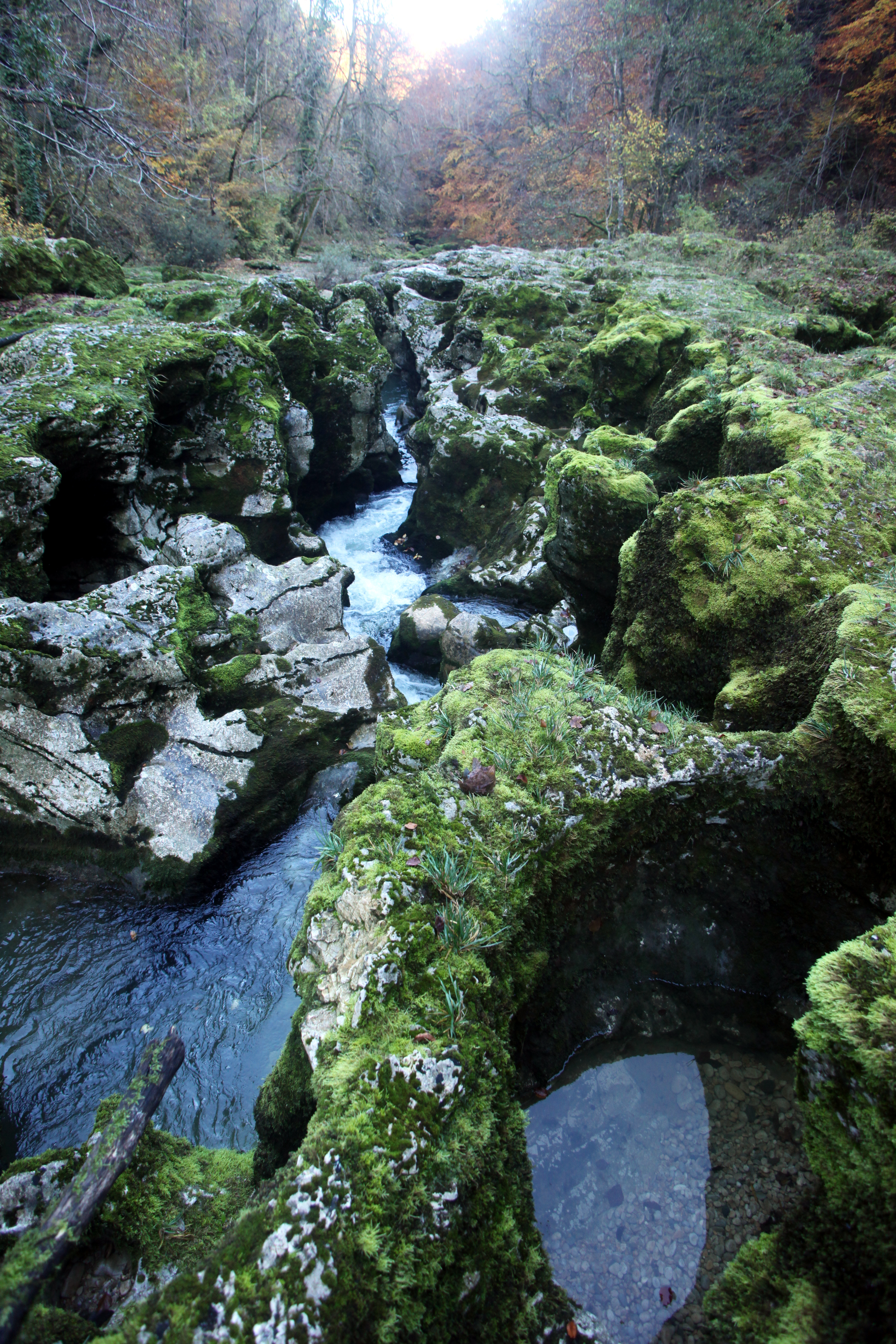
Les marmites de géants, aux Clées.
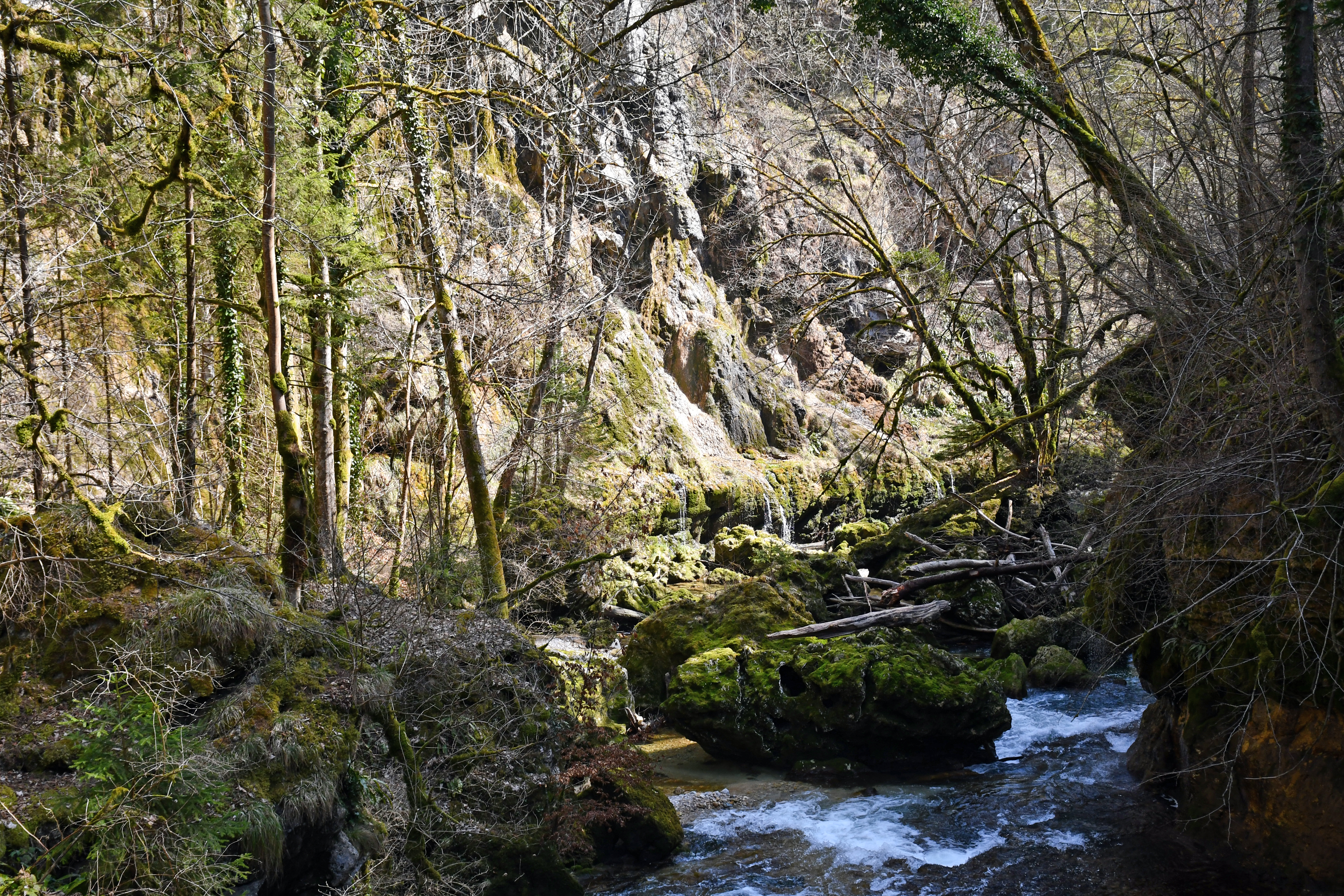
Les gorges de l'Orbe, entre les Clées et Orbe.